# Luciano Torrent
Luciano Torrent (Goya, Corrientes, 15 de diciembre de 1823 - Paraná, Entre Ríos, 26 de abril de 1896) fue un abogado, médico y político argentino, miembro del Congreso que sancionó la Constitución Argentina de 1853.
Hijo del español Juan Torrent y Masuach y de Dionisia Rubio, estudió en el colegio jesuita de Buenos Aires dirigido por Francisco Magesté. Estudió en la Universidad de Córdoba, graduándose en Derecho y en Medicina en el año 1849.
Amigo de la familia del gobernador Juan Pujol, este lo hizo elegir diputado al Congreso Constituyente de Santa Fe de 1853, donde se destacó como miembro del grupo liberal y por apoyar con entusiasmo las medidas liberales del texto de Juan Bautista Alberdi, votando favorablemente la Constitución argentina de 1853.
Ejerció como abogado en Corrientes por muchos años, fue ministro de Gobierno del gobernador José María Rolón hasta que este fue derrocado a fines de 1861. Se incorporó al Partido Liberal de Corrientes y fue diputado provincial por ese partido. Fue docente e investigador, especializado en el estudio del latín y el griego. Fue también parte de la convención reformadora de 1860.
Radicado más tarde en la ciudad de Santa Fe, apoyó al gobernador liberal Nicasio Oroño y al presidente Bartolomé Mitre. Formó parte de las sucesivas convenciones constituyentes de la provincia de Santa Fe y de la Convención nacional que sancionó la reforma constitucional de 1866. Fue Protomédico de la provincia y miembro del Consejo Provincial de Higiene. Más tarde fue diputado nacional por Santa Fe, entre 1882 y 1888. Apoyó la formación de la Unión Cívica, y perteneció al grupo que seguía al general Mitre.
Tras el fracaso de la Revolución del Parque, de 1890, se instaló en Paraná, provincia de Entre Ríos, donde falleció el 26 de abril de 1896.
El pueblo de Estación Torrent, en Corrientes, y calles con su nombre en las ciudades de Corrientes y Buenos Aires recuerdan a este constituyente.